# Luis Ernesto Miramontes
Luis Ernesto Miramontes Cárdenas (Tepic, Nayarit; 16 de marzo de 1925 - Ciudad de México; 13 de septiembre de 2004) fue un ingeniero químico mexicano autor de la síntesis de la primera molécula con acción anovulatoria por vía oral. Estudió la preparatoria en la Escuela Nacional Preparatoria de la Universidad Nacional Autónoma de México (UNAM), la licenciatura en ingeniería química en la UNAM y fue investigador cofundador del Instituto de Química de esa misma universidad, realizando investigación en el área de la química orgánica. Fue profesor de la Facultad de Química de la UNAM, director y profesor de la Escuela de Química de la Universidad Iberoamericana y subdirector de investigación básica del Instituto Mexicano del Petróleo (IMP).
Fue miembro de diversas sociedades científicas, entre las que destacan la American Chemical Society (emérito), el Instituto Mexicano de Ingenieros Químicos, el Colegio Nacional de Ingenieros Químicos y Químicos, la Sociedad Química de México, el American Institute of Chemical Engineers y la Academia de Ciencias de Nueva York.

## Invención de la píldora anticonceptiva
La obra científica de Luis Ernesto Miramontes Cárdenas es muy extensa, abarca numerosas publicaciones escritas y cerca de 40 patentes nacionales e internacionales en diferentes áreas, tales como la química orgánica, la química farmacéutica, la petroquímica y la química de contaminantes atmosféricos. Entre sus múltiples contribuciones a la ciencia mexicana y universal, destaca la síntesis, el 15 de octubre de 1951, de la noretisterona, el compuesto activo base del primer anticonceptivo sintético, conocido como píldora anticonceptiva. Por dicho motivo, se le considera su inventor. Luis E. Miramontes recibió la patente del compuesto junto a Carl Djerassi y George Rosenkranz, de la compañía química mexicana Syntex, S.A.
Es común que la invención de la píldora se le atribuya exclusivamente a Djerassi o a Rosenkranz. Los historiadores, sin embargo, coinciden en que la invención -o primera síntesis- se debe a Miramontes. Por ejemplo, Max Perutz afirmó que "el 15 de octubre de 1951, el estudiante de química Luis Miramontes, trabajando bajo la dirección de Djerassi y el director del laboratorio George Rosenkranz, sintetizó el compuesto llamado noretisterona".[1] El mismo Djerassi corroboró esta versión al afirmar que fue, de hecho, Miramontes quien sintetizó el compuesto por primera vez. [2] El artículo científico donde se reporta la síntesis presenta a Miramontes como primer autor. Finalmente, el método de síntesis quedó registrado el 15 de octubre de 1951, en la página 114 del cuaderno personal de notas de laboratorio del propio Miramontes. La pastilla anticonceptiva fue la más vendida por George Rosenkranz, pero el mismo Carl Djerassi admitió que Luis Miramontes fue quien la sintetizó por vez primera.[cita requerida]

## Reconocimientos

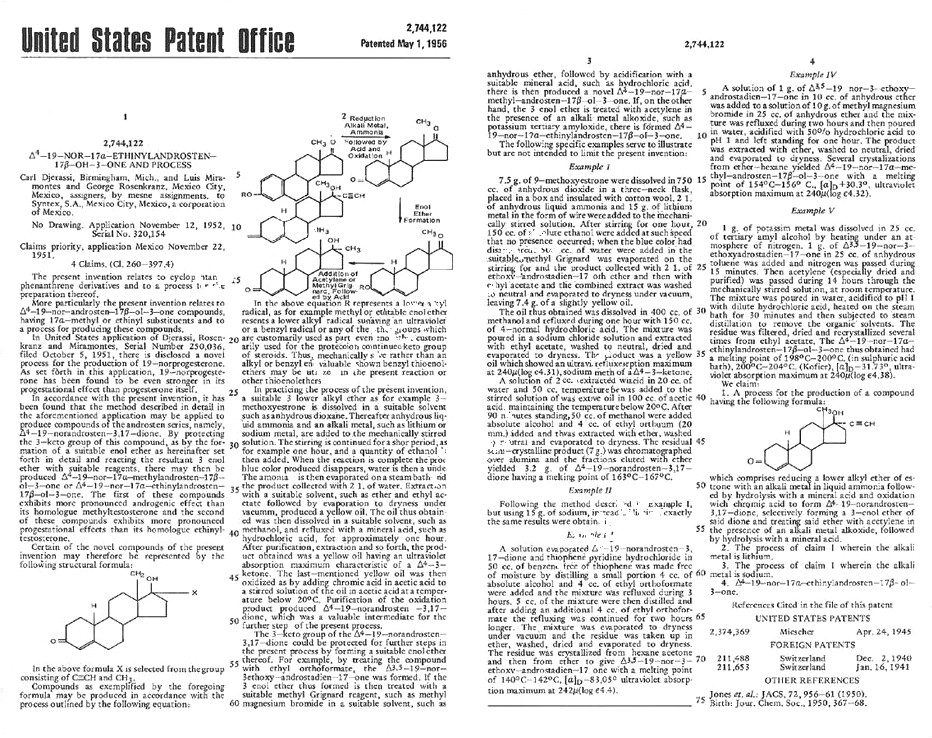
Patente del primer anticonceptivo oral, incluido en el Salón de la Fama de Inventores de Estados Unidos.

- En 1964, la píldora anticonceptiva fue elegida por el Departamento de Patentes de los Estados Unidos de América como uno de los 40 inventos más importantes registrados entre 1794 y 1964. El nombre de Luis Miramontes apareció al lado de los de Pasteur, Edison, Bell, los hermanos Wright y de otros de igual talla, incluido en el "USA Inventors Hall of Fame".[12][13][14]

- En 1985, recibió la Presea Estado de México, en el área de ciencias y artes, en la modalidad de Tecnología y Diseño “Ezequiel Ordóñez”, así como un reconocimiento público del gobierno del estado de Nayarit y un reconocimiento académico del Instituto Tecnológico de Tepic por su ejercicio profesional.[cita requerida]

- Recibió el Premio Nacional de Química Andrés Manuel del Río, en 1986.[15]

- En 1989, ingresó como pugwashita, es decir, miembro de la Conferencias Pugwash, organización que promueve la paz y el desarrollo mundial. Las Conferencias Pugwash ganaron el Premio Nobel de la Paz en 1995.[cita requerida]

- En 1992, el Hospital General de Zona n.º 1, del Instituto Mexicano del Seguro Social, en Tepic, Nayarit, fue nombrado "Hospital Luis Ernesto Miramontes Cárdenas".[cita requerida]

- En 1994, la Secretaría de Salud lo reconoció por su aporte científico, al impulsar el Programa Nacional de Planificación Familiar en México.[cita requerida]

- Recibió por parte del gobierno del estado de Nayarit la Presea Amado Nervo, en 1998.[cita requerida]

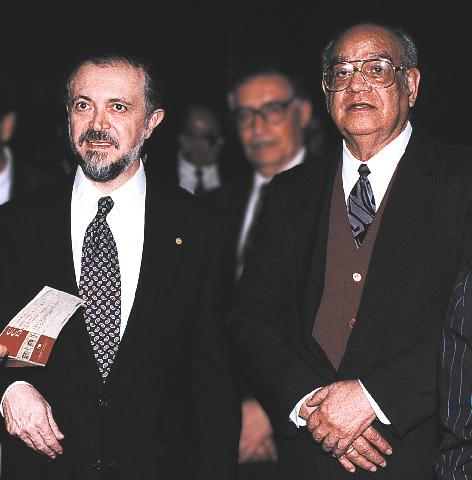
Luis E. Miramontes (derecha) con Mario Molina, ca. 1995.

- En 2000, la píldora anticonceptiva fue denominada tres veces como una de las invenciones más importantes de los últimos 2000 años, por un grupo de personalidades destacadas, que incluía a varios científicos galardonados con el Premio Nobel.[5]

- En 2001, a 50 años de la síntesis de la 19-noretisterona, la UNAM y la Secretaría de Salud de México organizaron sendos homenajes.[cita requerida]

- En 2003, la noretisterona fue considerada una de las 17 moléculas más importantes en la historia de la humanidad.[6]

- En 2004, la invención de Luis E. Miramontes fue elegida como la vigésima más importante de todos los tiempos. La elección fue organizada por SCENTA, una iniciativa de The Engineering and Technology Board del Reino Unido.[cita requerida]

- En 2005, la Academia Mexicana de Ciencias denominó la invención de Miramontes Cárdenas como la contribución mexicana a la ciencia mundial más importante del siglo XX.[16]

- En 2006, la noretisterona fue enlistada por la revista brasileña Galileu como una de las 10 sustancias químicas más importantes y revolucionarias en toda la historia de la humanidad.[7]

- En 2009, la BBC de Londres lo nombró uno de los cinco investigadores latinoamericanos más importantes de todos los tiempos.[8]
  - En el mismo año, la Facultad de Química de la UNAM lo reconoció como su egresado más sobresaliente de todos los tiempos, bautizando con su nombre el premio 2009 QUIMIUNAM.[10]

- En 2010, la revista TCE Today, publicada por el IChemE (Institution of Chemical Engineers), lo consideró "uno de los ingenieros químicos que cambiaron al mundo".[17]
  - En 2010, la iniciativa Innovadores de América lo nombró uno de los Iconos y Leyendas de América.[18]

- En 2011, fue elegido por la IChemE como uno de los más influyentes ingenieros químicos de toda la historia, distinción compartida con otros grandes inventores químicos, como Fritz Haber y Carl Bosch,[19] ambos merecedores del Premio Nobel.
  - En 2011, el IMIQ instauró a manera de homenaje el premio "Ing. Luis Ernesto Miramontes Cárdenas", que reconoce a los mexicanos destacados en la innovación, la investigación y el desarrollo tecnológico en ingeniería química.[20]

- En agosto del 2021, en su última sesión, la XXXII legislatura del Congreso de Nayarit le rindió homenaje, al inscribir su nombre con letras doradas en el Muro de Honor.[21]

Luis E. Miramontes es, junto a Andrés Manuel del Río (descubridor del vanadio) y a Mario Molina, uno de los tres químicos mexicanos de mayor trascendencia universal.

## Obra científica selecta
- MIRAMONTES L; ROSENKRANZ G; DJERASSI C. 1951 JOURNAL OF THE AMERICAN CHEMICAL SOCIETY 73 (7): 3540-41 STEROIDS .22. THE SYNTHESIS OF 19-NOR-PROGESTERONE
- SANDOVAL A; MIRAMONTES L; ROSENKRANZ G; DJERASSI C. 1951 JOURNAL OF THE AMERICAN CHEMICAL SOCIETY 73 (3): 990-91. THE DIENONE PHENOL REARRANGEMENT
- SANDOVAL A; MIRAMONTES L; ROSENKRANZ G; DJERASSI C; SONDHEIMER F. 1953 JOURNAL OF THE AMERICAN CHEMICAL SOCIETY 75 (16): 4117-18 STEROIDS .69. 19-NOR-DESOXYCORTICOSTERONE, A POTENT MINERALOCORTICOID HORMONE
- MANCERA O; MIRAMONTES L; ROSENKRANZ G; SONDHEIMER F; DJERASSI C. 1953 JOURNAL OF THE AMERICAN CHEMICAL SOCIETY 75 (18): 4428-29 STEROIDAL SAPOGENINS .28. THE REACTION OF PERACIDS WITH ENOL ACETATES OF DELTA-8-7-KETO AND DELTA-8-11-KETO STEROIDAL SAPOGENINS
- DJERASSI C; MIRAMONTES L; ROSENKRANZ G. 1953 JOURNAL OF THE AMERICAN CHEMICAL SOCIETY 75 (18): 4440-42 STEROIDS .48. 19-NORPROGESTERONE, A POTENT PROGESTATIONAL HORMONE
- DJERASSI C; MIRAMONTES L; ROSENKRANZ G; SONDHEIMER F. 1954 JOURNAL OF THE AMERICAN CHEMICAL SOCIETY 76 (16): 4092-94 STEROIDS .54. SYNTHESIS OF 19-NOR-17-ALPHA-ETHYNYLTESTOSTERONE AND 19-NOR-17-ALPHA-METHYLTESTOSTERONE

## Inventos patentados por Luis E. Miramontes
- Carl Djerassi, Luis Miramontes, George Rosenkranz (01/05/1956), 
Delta 4-19-nor-17alpha-ethinylandrosten-17beta-ol-3-one and process 
United States Patent US2,744,122
- Carl Djerassi, Luis Miramontes (21/08/1956), 
Cyclopentanophenanthrene derivatives and compounds
United States Patent US2,759,951.
- Carl Djerassi, Luis Miramontes, George Rosenkranz (18/12/1956), 
17alpha-methyl-19-nortesterone
United States Patent US2,774,777
- Miramontes Luis E., Romero Miguel A, Ahuad Farjat Fortunato (1959), 
Preparation of 6-methyl steroids of the pregnane series from diosgenin 
 United States Patent US2,878,246
- Miramontes Luis E., Romero Miguel A, Fritsche O, Preparation of 6-methyl steroids of the pregnane series, United States Patent 2878247.
- Miramontes Luis E. (1959), Procedure for obtaining sapogenins from natural un-dried products, United States Patent 2912362.
- Carl Djerassi, Luis Miramontes, George Rosenkranz (1959), DELTA.4-19-NOR-17.alpha.-ETHINYLANDROSTEN-17.beta.-OL-3 ONE, Canada Patent CA 571510
- Miramontes Luis E., Romero Miguel A (1960), 12alpha-hydroxy-12beta-methyltigogenin and 12-methylene steroids derived therefrom, United States Patent 2954375.
- Miramontes Luis E., Romero Miguel A, Ahuad Farjat Fortunato (1961), 3beta-alkanoyloxy-6-methyl-5,16-pregnadien-20-ones, United States Patent 3000914.
- Miramontes Luis E. (1961), Process for the production of 3beta-hydroxy-16alpha, 17alpha-epoxy-5-pregnen-20-one, United States Patent 3004967.
- Miramontes Luis E. (1961), Resolution of sapogenin mixtures and intermediate products, United States Patent 3013010.
- Miramontes Luis E. (1962), Hecogenin azine and alkyliden-azinotigogenins, United States Patent 3033857.
- Miramontes Luis E., Fritsche Oscar, Romero Miguel A (1963), DEHYDRO-OXYGENATED-6-METHYL-16.alpha.,17.alpha.-EPOXYPREGN-20-ONE-DERIVATIVES, Canada Patent CA 673756.
- Miramonte, Luis E., Flores Humberto J (1968), Process for isolation of solanum alkaloids from solanum plants, United States Patent 3385844.
- Miramonte, Luis E. (1972), Process for the conversion of exhaust gases of the internal combustion engines into harmless products, United States Patent 3808805.
- Miramontes Luis E., Castillo Cervantes Salvador, Moran Pineda Florencia M (9/07/1996) 
 Catalytically active ceramic monoliths for the reduction of leaded gasoline fueled engine pollutants and the production thereof 
United States Patent US5,534,475